# Jacques Foucquet

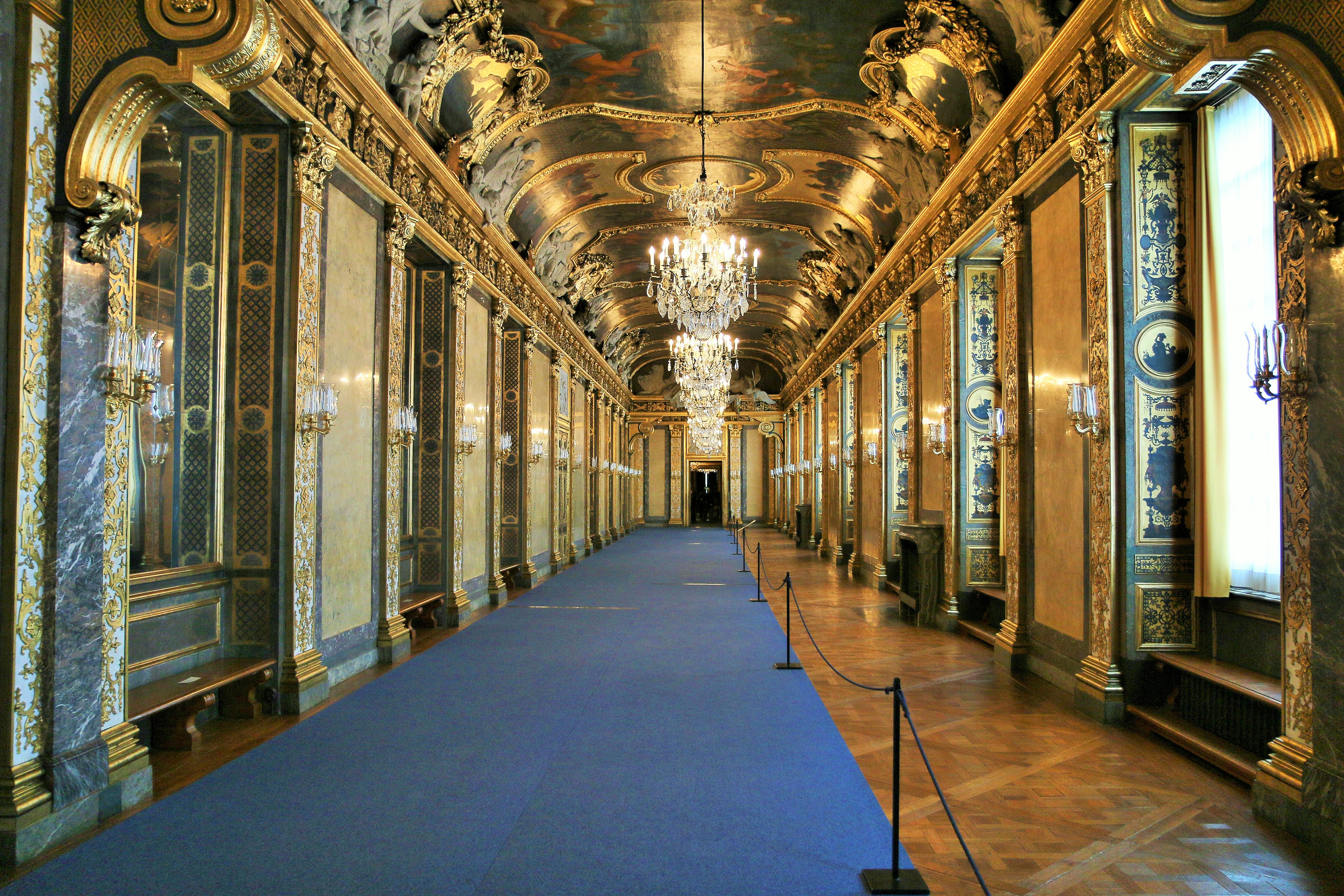
Foucquets takmålningar i Karl XI:s galleri

Jacques Foucquet, född och död okänt år, var en fransk dekorationsmålare främst verksam i Sverige 1694-1702. Han var son till Bernard Foucquet d.ä., ibland även kallad Jacques Foucquet den äldre, och äldre bror till Bernard Foucquet d.y., som båda var verksamma som bildhuggare vid Stockholms slottsbygge.
Innan han blev aktiv som målare i Stockholm var Jacques Foucquet anställd vid Ludvig XIV:s hov i Frankrike. Han fick sin utbildning vid Académie Royale de Peinture et de Sculpture i Paris, och var starkt influerad av Charles Le Brun. 
Han kom till Sverige 1694 i en grupp av franska konstnärer, på inbjudan av Nicodemus Tessin d.y., som behövde konstnärer för planerade monumentala historiska och allegoriska arbeten vid det dåvarande slottet Tre Kronor. Stora delar av det gamla slottet brann ner tre år senare vid slottsbranden 1697, och Foucquets arbete inriktade sig därefter på byggnaden av det nya Stockholms slott.
Foucquets mest kända arbeten vid Stockholms slott är tre centrala takpaneler, 1700–1702, i Karl XI:s galleri i slottets norra länga. Målningarna i galleriet och de intilliggande Fredskabinettet och Krigskabinettet beskriver Karl XI:s framgångar under det Skånska kriget och freden som följde när Ulrika Eleonora av Danmark, den danske kungen Kristian V:s syster, gifte sig med Karl XI. Ikonografin presenterar kungen klädd som en klassisk militärbefälhavare från Rom, med referenser till klassisk romersk mytologi. 
Jacques Foucquets arbeten berömdes av Tessin för sin lätta hand. På hösten 1702 lämnade Jacques Foucquet Sverige för att bege sig till Italien. Foucquet finns representerad vid Nationalmuseum i Stockholm.